# ياسر عمرو
ياسر حسن حسين عبد المجيد عمرو (1930 في دورا - 24 يناير 2002 في عمان) قانوني وسياسي فلسطيني. كان أول من شغل حقيبة وزارة التربية والتعليم العالي في حكومات السلطة الوطنية الفلسطينية المتعاقبة.

## النشأة والتحصيل العلمي
وُلد في عام 1930 في بلدة دورا بمحافظة الخليل، حيث ترعرع وأتم تعلميه المدرسي. التحق بكلية النهضة في مدينة القدس وعمل مدرسًا بين عامي 1951 و1955. لاحقًا في عام 1960 حصل على درجة الليسانس في الحقوق من جامعة دمشق، ثم في عام 1961 حصل على إجازة في المحاماة.

## الحياة العملية
- في عام 1962، أصبح ياسر عمرو نائبًا في البرلمان الأردني.[2]
- في عام 1967 انتخب عضوًا في نقابة المحامين الأردنيين.[2]
- في عام 1968 أبعدته السلطات الإسرائيلية عن الضفة الغربية إلى الأردن.[2]
- في عام 1969 تم انتخابه عضوًا في المكتب الدائم لاتحاد المحامين العرب.[2]
- في عام 1985 كُلف بإنشاء اللجنة الوطنية الفلسطينية للتربية والثقافة والعلوم، حيث كان قد ترأس دائرة التربية والتعليم في منظمة التحرير الفلسطينية.[2]
- في عام 1994، كُلف بمهام وزير التربية والتعليم العالي في حكومة ياسر عرفات الأولى.[4]